# Фол Ривер (Канзас)
Фол Ривер (енгл. Fall River) град је у америчкој савезној држави Канзас.

## Демографија
По попису из 2010. године број становника је 162, што је 6 (3,8%) становника више него 2000. године.
| Група             | 2000.       | 2010.       |
| Белци             | 150 (96,2%) | 145 (89,5%) |
| Афроамериканци    | 0 (0,0%)    | 0 (0,0%)    |
| Азијати           | 0 (0,0%)    | 1 (0,6%)    |
| Хиспаноамериканци | 0 (0,0%)    | 11 (6,8%)   |
| Укупно            | 156         | 162         |